# Fata cu ulciorul (film)
Fata cu ulciorul (titlul original: în spaniolă La moza de cántaro) este un film de comedie spaniol, realizat în 1954 de regizorul Florián Rey, 
după piesa omonimă din 1618 a scriitorului Lope de Vega, protagoniști fiind actorii Paquita Rico, Peter Damon, Rafael Arcos și Josefina Serratosa.

## Rezumat
La mijlocul secolului al XVII-lea, doamna Maria de Guzman, cea mai frumoasă doamnă din Ronda, este deghizată în bărbat și se duelează cu Don Diego, pentru a răzbuna insulta adusă tatălui ei, contele de Arcos. După ce a fugit de justiție în compania lui Don Juan care, înșelat de hainele bărbătești purtate de doamnă, credea că este fratele lui Don Alonso. Iar echivocul rezultă în situații pline de umor dar... și de dragoste.

## Distribuție
- Paquita Rico – María de Guzmán / Isabel
- Peter Damon – Don Juan
- Rafael Arcos – Antonio
- Josefina Serratosa – Petra, hangița
- Ismael Merlo – regele Filip al IV-lea
- Manuel Kayser – Don Bernardo, Conte de Arcos
- Arsenio Freignac – Don Carlos
- Merche Ballesteros – Dorotea
- Emilio Alonso – Contele de Tudela
- Antonio Puga – Pedro
- Casimiro Hurtado – Posadero
- Luis Pérez de León – Posadero
- Aníbal Vela – Alcalde
- Rosario Royo – Clara (ca Rosario Roca Rollo)
- Delia Luna – Doña Beatriz
- José María Rodríguez – Vejo
- Marta Santaolalla – Doña Ana
- María Victoria del Castillo
- María Luisa Romero
- Mercedes Cora
- Juanita Ozores

## Melodii din film
Cele trei melodii din film sunt inerpretate de Paquita Rico iar muzica scrisă de Juan Solano, textul José Antonio Ochaíta și Xandro Valerio
- A la jácara, jácara
- Canción de la fuente
- Eco